# Paléolithique

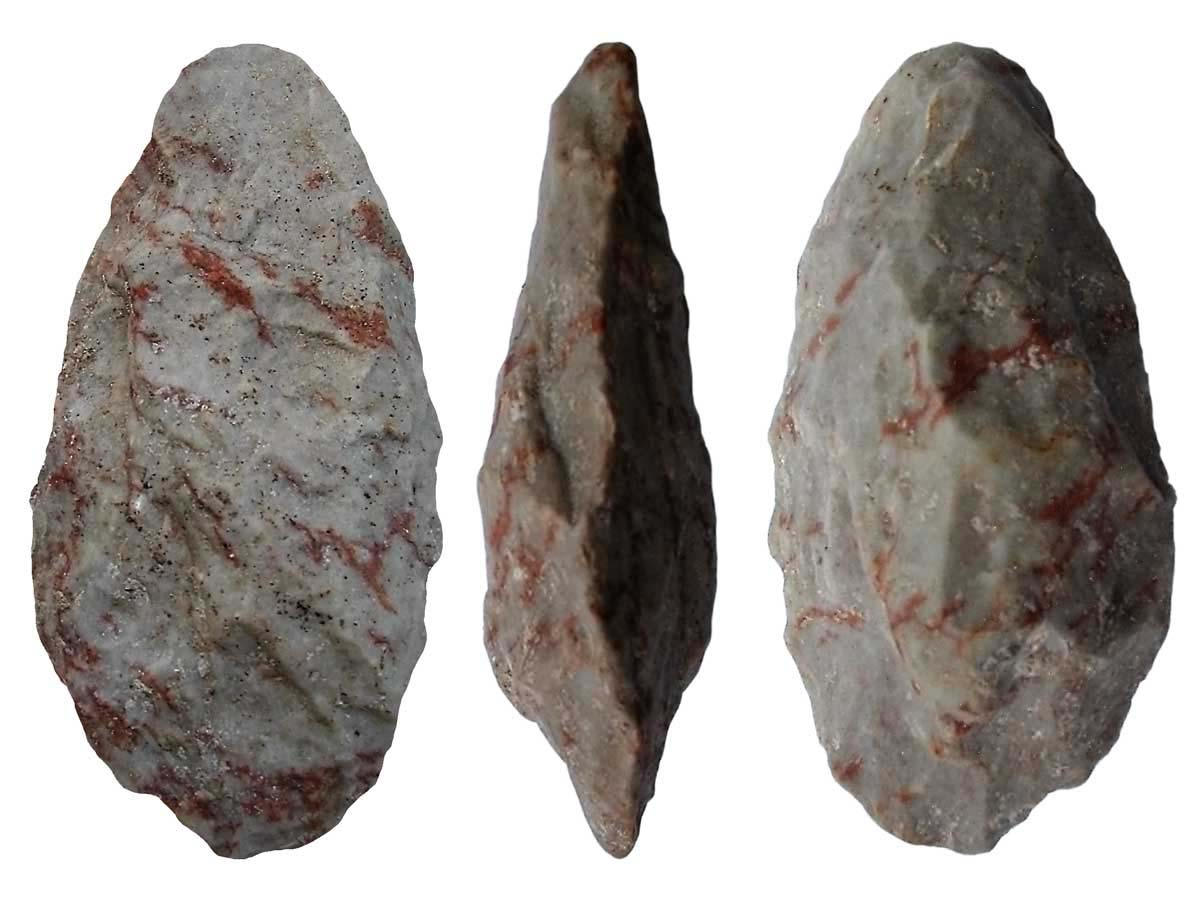
Biface acheuléen (Espagne).

Le Paléolithique est la première et la plus longue période de la Préhistoire, durant laquelle les humains sont tous des chasseurs-cueilleurs. Elle est presque contemporaine du Pléistocène. Les humains du Paléolithique sont la plupart du temps nomades, se déplaçant au gré des saisons en fonction des ressources alimentaires disponibles, qu'elles soient végétales ou animales. La densité de population est très faible, en particulier pendant les périodes glaciaires, caractérisées par un climat plus sec (densité inférieure à 0,01 habitant/km2).
Le Paléolithique commence avec l’apparition des premiers outils lithiques, il y a 3,3 millions d'années en Afrique. Il s'achève il y a 11 700 ans avec la fin de la dernière période glaciaire, qui ouvre la voie au Mésolithique en Europe et dans de nombreuses régions du monde. Le Paléolithique couvre donc environ 98 % de la durée de la Préhistoire, qui, quant à elle, s'achève avec l'apparition de l'écriture vers 3 300 ans av. J.-C. en Mésopotamie. Le Paléolithique, le Mésolithique et le Néolithique se succèdent dans cet ordre et forment l'âge de la pierre.
Le Paléolithique est subdivisé en trois ou quatre grandes périodes, correspondant aux grandes évolutions culturelles et techniques mises en évidence par les fouilles archéologiques : le Paléolithique archaïque, le Paléolithique inférieur, le Paléolithique moyen et le Paléolithique supérieur.

## Étymologie
Le terme « Paléolithique » vient du grec παλαιός / palaiós, « ancien », et λίθος / líthos, « pierre ». Il peut donc se traduire littéralement par « ancienne pierre ». Le terme a été inventé en 1865 par le préhistorien John Lubbock pour désigner l'âge de la pierre taillée, par opposition à l'âge de la pierre polie ou Néolithique, « nouvelle pierre ».

## Définition

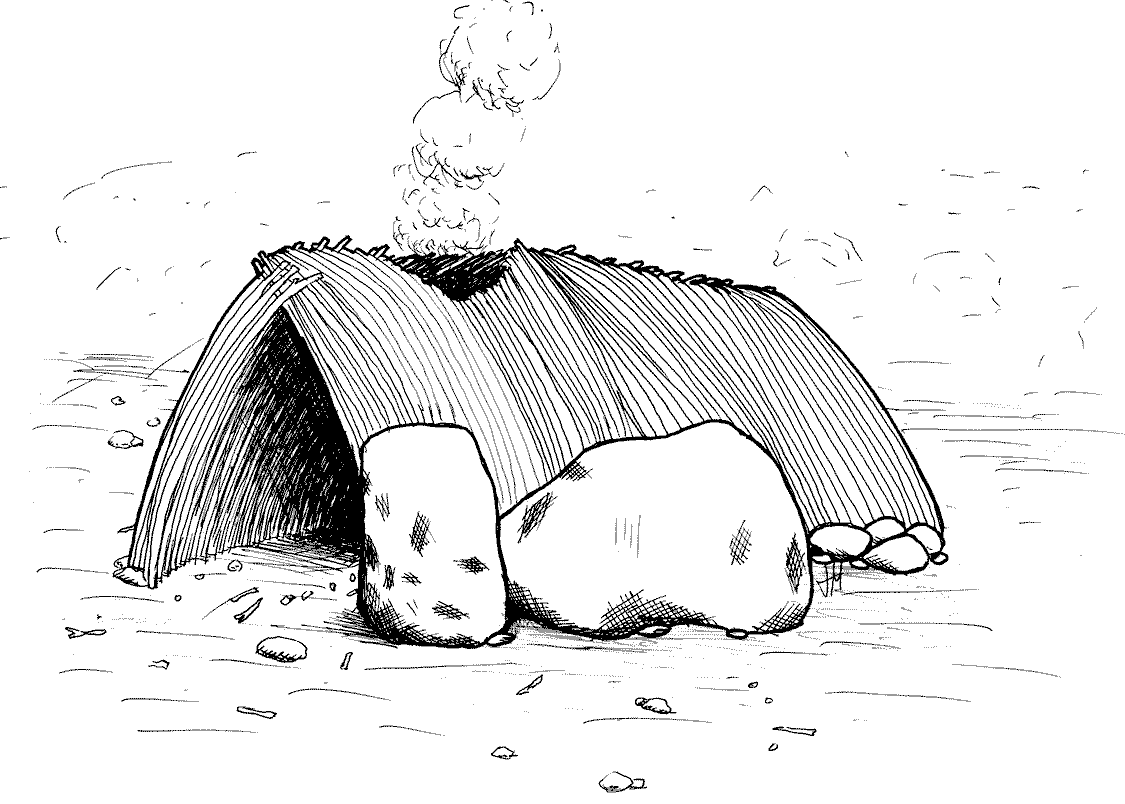
Hutte paléolithique de Terra Amata.

Le Paléolithique est caractérisé avant tout par une économie de prédation : les humains de cette époque sont des chasseurs-cueilleurs, qui tirent parti des ressources disponibles dans la nature. Les humains du Paléolithique ne connaissent ni l'agriculture, ni l'élevage, qui caractériseront le Néolithique. Le chien est l'unique espèce domestiquée pour les usages de la chasse, et seulement au Paléolithique supérieur, mais il n'est qu'un outil de prélèvement des ressources dans la nature et non un animal de production alimentaire comme le seront les animaux issus des domestications néolithiques.
Outre la chasse et la pêche, le charognage était un moyen d'acquisition de ressources carnées au Paléolithique inférieur et moyen. La cueillette de fruits et de végétaux, le déterrage de tubercules et la récolte d’œufs représentaient souvent la majorité des calories obtenues. On a pu mettre en évidence le régime alimentaire des humains à différentes époques par l'analyse de la composition chimique des tissus humains fossilisés, en particulier les dents qui sont la partie souvent la mieux conservée du corps humain.
La densité de population au Paléolithique est estimée à moins de 0,01 habitant au kilomètre carré (déserts chauds et froids compris dans la moyenne), contre 50 habitants/km2 sur la planète aujourd'hui[Quand ?]. Cette faible densité est due à une faible capacité à exploiter les ressources alimentaires de l'environnement, ajoutée à une raréfaction des ressources pendant les périodes glaciaires, caractérisées par un climat plus sec.[réf. souhaitée]
Les outils de cette époque parvenus jusqu'à nous sont en très grande majorité des outils de pierre taillée, mais des outils en os sont également connus, surtout au Paléolithique supérieur. Le bois est exceptionnellement conservé mais devait être utilisé fréquemment, par exemple pour réaliser des épieux ou pour confectionner des manches. L'industrie lithique taillée n'est pas spécifique au Paléolithique puisqu'elle perdure au Mésolithique, et jusqu'au Néolithique. L'usage de la pierre polie fait son apparition en contexte paléolithique en Australie et au Mésolithique en Europe du Nord. En revanche, le travail des métaux est inconnu au Paléolithique. Si la céramique est employée pour réaliser de rares statuettes au Paléolithique supérieur, son emploi pour la poterie ne se généralisera qu'au Néolithique.

## Subdivisions

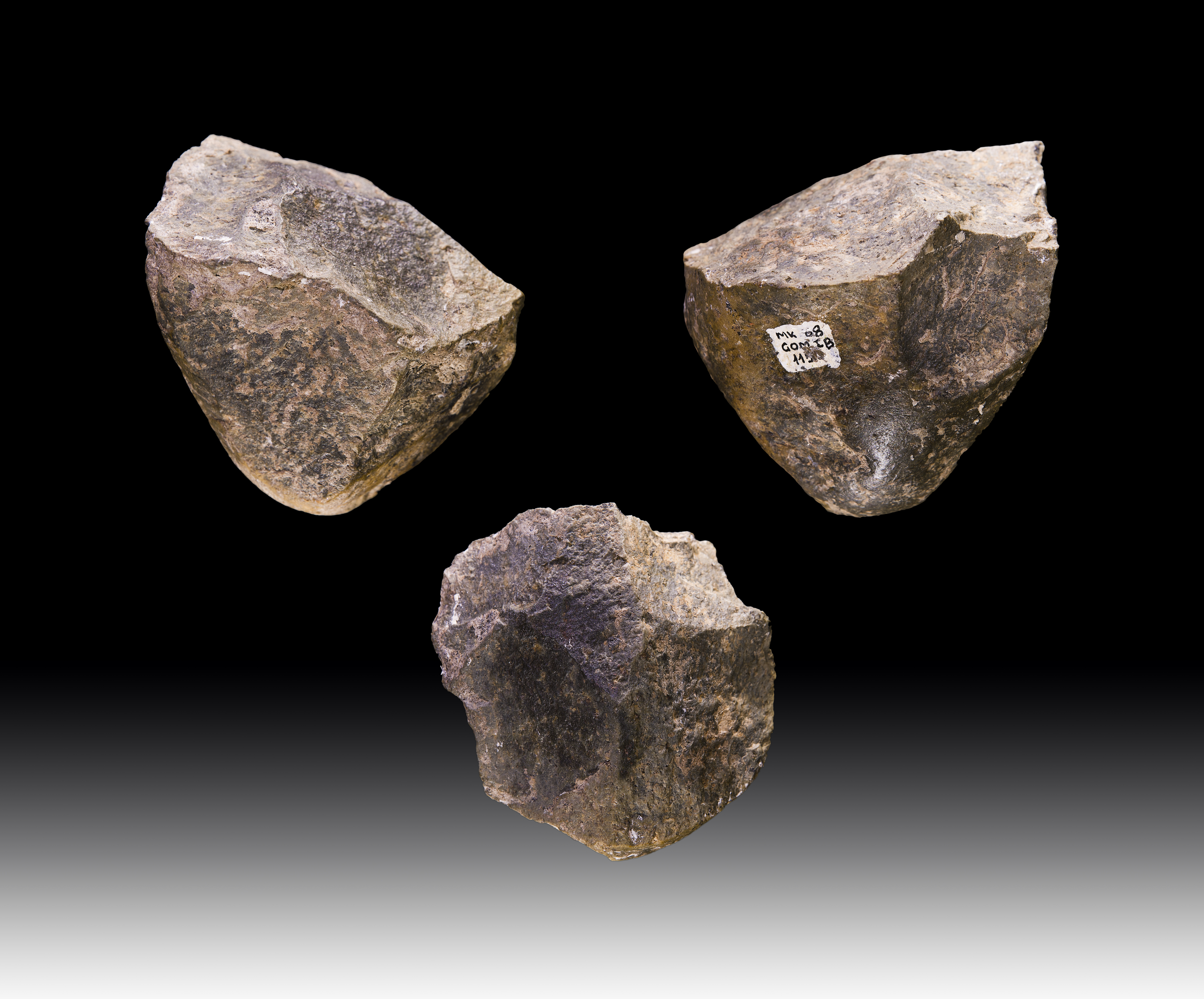
Galet aménagé, Melka Kunture, Éthiopie (1,7 Ma).

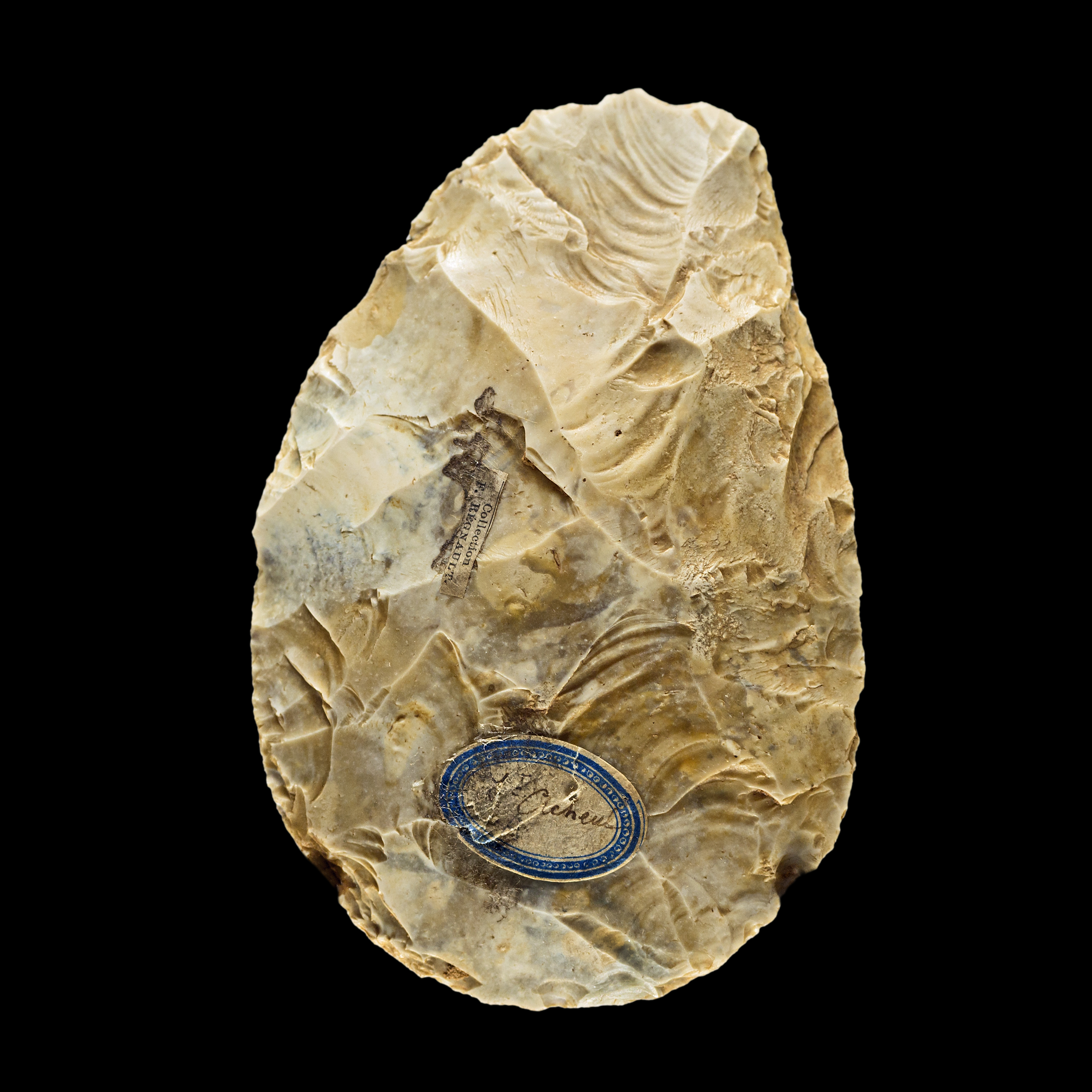
Biface de Saint-Acheul - Muséum de Toulouse.

Les subdivisions du Paléolithique ne sont pas synchrones d'un continent à l'autre. C'est pourquoi ne sont ci-après mentionnées que les dates de première attestation des principales cultures lithiques, qui apparaissent le plus souvent en Afrique. Les dates de disparition sont très variables selon les régions et presque toujours nettement postérieures à l'apparition des nouvelles industries.

### Paléolithique archaïque
- Début : 3,3 millions d'années
- Industries : Lomekwien, Oldowayen
- Outils caractéristiques : galet taillé
- Charognage, chasse occasionnelle de petits animaux

### Paléolithique inférieur
- Début : 1,76 million d'années
- Industries : Acheuléen, Tayacien, Clactonien
- Outils caractéristiques : biface, hachereau, épieux
- Charognage, chasse de gros animaux
- Apparition de l'Homme de Néandertal en Europe et de l'Homme de Denisova en Asie il y a au moins 450 000 ans
- Usage occasionnel du feu (sans foyers contrôlés) à partir d'environ 1,5 million d'années en Afrique[5]
- Domestication du feu (avec foyers contrôlés) à partir d'environ 400 000 ans sur tous les continents[6]

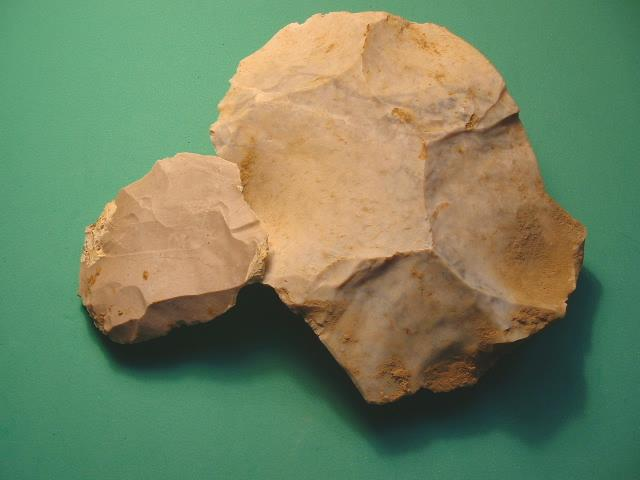
Paléolithique moyen : nucléus et éclat Levallois en silex de Haute-Saône.

### Paléolithique moyen
- Début : 350 000 ans
- Industries : Moustérien, Micoquien (Europe), Yabroudien, Moustérien (Moyen-Orient), Sangoen, Lupembien (Afrique centrale), Moustérien, Atérien (Afrique du Nord)
- Outils caractéristiques : débitage laminaire, éclats Levallois, racloir, pointe retouchée, pointe lithique emmanchée
- Charognage, chasse fréquente de gros animaux
- Usage de l'ocre
- Apparition d'Homo sapiens il y a 300 000 ans en Afrique[7]
- Premières sépultures au Proche-Orient par Homo sapiens il y a environ 118 000 ans (Es Skhul)
- Premières manifestations esthétiques en Afrique (blocs ou os gravés, coquillages percés) par Homo sapiens il y a près de 100 000 ans (Afrique du Sud, Maroc)

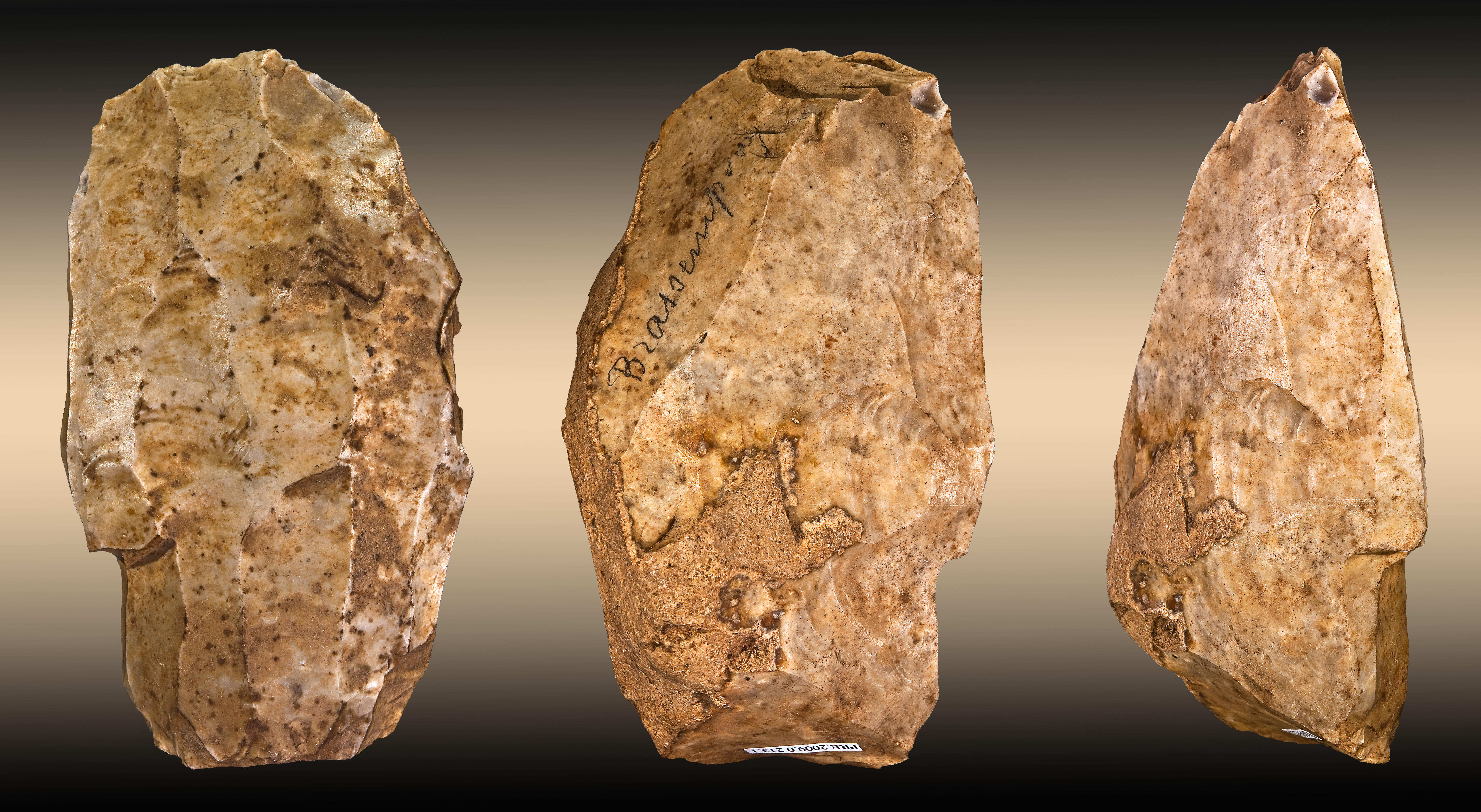
Paléolithique supérieur : nucléus à lames du Gravettien, Muséum de Toulouse.

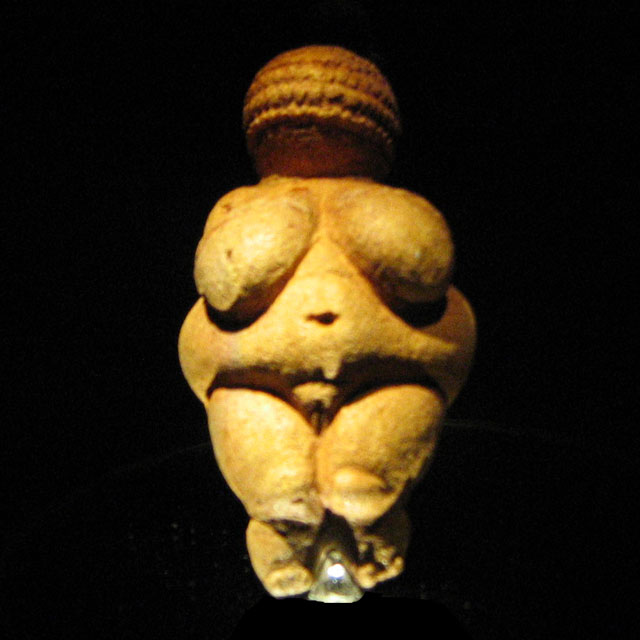
Paléolithique supérieur : Vénus de Willendorf (Gravettien).

### Paléolithique supérieur
- Début : 45 000 ans
- Homo sapiens arrive en Europe il y a environ 45 000 ans
- Industries de transition en Europe : Uluzzien, Châtelperronien, Kozarnikien, Bachokirien, Szélétien, Lincombien-Ranisien-Jerzmanowicien
- Industries en Europe : Aurignacien, Gravettien, Solutréen, Magdalénien, Épigravettien, Azilien
- Industries en Afrique : Tshitolien
- Outils caractéristiques : lames retouchées, grattoirs, burins, pointes de projectiles, outils en os et en bois animal, harpons, propulseur, aiguilles à chas
- Développement de l'art pariétal (grottes Chauvet, Cosquer, d'Altamira, de Lascaux) et de l'art mobilier (« Vénus » gravettiennes)
- Domestication du chien pour les besoins de la chasse[8]
- Disparition de l'Homme de Néandertal, de l'Homme de Denisova, de l'Homme de Florès, et de l'Homme de Callao.

## Les acteurs du Paléolithique
La fabrication d'outils a longtemps été considérée comme propre au genre Homo, mais les Australopithèques, qui précédaient les humains et dont ces derniers sont probablement issus, ont peut-être eux aussi produit des outils de pierre. En 2012, la découverte d'un site d'industrie lithique à Lomekwi 3, au Kenya, daté de 3,3 Ma, a montré l'existence d'outils lithiques à une date antérieure de 500 000 ans à l'apparition présumée du genre Homo.
Le genre Homo, apparu en Afrique, s'est tôt diffusé en Eurasie. Homo georgicus, daté de 1,77 Ma et découvert en Géorgie, est le plus ancien représentant fossile du genre Homo trouvé hors d'Afrique qui fasse consensus. La Chine a cependant livré des dents présumées humaines (Longgudong) et de nombreux vestiges lithiques (Renzindong, Longgudong, Shangchen) datés d'environ 2 Ma.
Dans la seconde moitié du Pléistocène moyen, des espèces humaines distinctes peuplent les différents sous-continents de l'Ancien Monde : Homo sapiens en Afrique, l'Homme de Néandertal en Europe et au Moyen-Orient, l'Homme de Denisova en Asie orientale, et Homo erectus en Asie du Sud-Est. L'Amérique et l'Australie sont encore vierges de toute population humaine.
Il y a environ 45 000 ans, lors de la dernière période glaciaire, Homo sapiens (connu en Europe sous le nom d'« Homme de Cro-Magnon ») arrive en Europe. Il introduit en Europe une industrie lithique plus avancée que le Moustérien, l'Aurignacien. Homo sapiens se diffuse dans tout l'Ancien Monde, où il remplace les espèces humaines antérieures. Il peuple pour la première fois l'Australie puis l'Amérique, à des dates qui demeurent débattues par les chercheurs.